# Église anglicane de Trieste
Le temple ou église anglicane de Trieste (officiellement Christ Church) est une église située à Trieste, Via San Michele. 
Le temple anglican, qui appartient maintenant à l'administration municipale, est toujours utilisée pour les services religieux anglicans, ainsi que pour ceux de la communauté orthodoxe roumaine. Elle est utilisée également comme salle de répétition pour le chœur de la chapelle civique.  

## Histoire
La communauté anglaise est présente à Trieste depuis le XVIIe siècle, favorisée par le commerce naval. Après l'ère napoléonienne, elle est devenue l'une des plus riches de la ville. En 1818, John Allen a fondé la première entreprise de navigation à vapeur de Trieste, tandis que la création de la société de navigation autrichienne Lloyd remonte à 1836. Le bâtiment néoclassique a été officiellement inauguré le 26 juin 1831 et nommé d'après le Christ (Christ Church). 

## Architecture
La façade néoclassique présente un pronaos néoclassique de style dorique, avec deux piliers latéraux et deux colonnes centrales lisses qui ferment l'espace sous le fronton. 